# Райккюла (деревня)
Ра́йккюла (эст. Raikküla), ранее А́зундузе (эст. Asunduse) — деревня в волости Рапла уезда Рапламаа, Эстония. 
До административной реформы местных самоуправлений Эстонии 2017 года входила в состав волости Райккюла (упразднена) и была её административным центром. 

## География и описание
Расположена 47 километрах к югу от Таллина и в 6 км к юг-западу от уездного и волостного центра — города Рапла. Высота над уровнем моря — 54 метра. 
Официальный язык — эстонский. Почтовый индекс — 78402.
На территории деревни находится ныне недействующая одноимённая железнодорожная станция.

## Население
По данным переписи населения 2021 года, в Райкюла проживал 241 человек, из них 212 (88,7 %) — эстонцы.
Численность населения деревни Райккюла по данным переписей населения:
| Год  | 1979 | 1989  | 2000  | 2011  | 2021  |
| ---- | ---- | ----- | ----- | ----- | ----- |
| Чел. | 403  | ↗ 447 | ↘ 305 | ↘ 256 | ↘ 241 |

## История
В письменных источниках 1469 года упоминается Raiküll, 1557 года — Reykull, 1725 года — Rayküll. 

## Достопримечательности
Главная достопримечательность деревни — родовое поместье графа Александра Кейзерлинга (мыза Райкюль, главное здание внесено в Государственный регистр памятников культуры Эстонии, по состоянию на 17.11.2021 находилось в плохом состоянии).
Мыза впервые упомянута в 1469 году. В XVIII веке мызу на эстонском языке называли Вярси (эст. Värsi mõis, в 1732 году упомянута как Wärse m.) по фамилии её владельцев — дворянского семейства Ферзенов, в руках которых она находилась в период 1540–1703 годов. Возникшее после земельной реформы 1919 года вокруг мызы поселение в 1930-х годах называли Асукюла (эст. Asuküla), позже, до 1977 года — Азундузе (эст. Asunduse).
В 1977 году, в период кампании по укрупнению деревень, с Райккюла* была объединена расположенная западнее деревня Аллика (эст. Allika), возникшая в 1920—1930-х годах. 
В XV–XVI веках рядом с Райккюла находилась деревня Таммкюла (эст. Tammküla, в 1492 году упомянута как Tamkull, в 1506 году — Damküll, в 1540 году — Tamekul, в 1584 году — Tamküll), точное местонахождение которой в настоящее время неизвестно.
* Эстонские топонимы, оканчивающиеся на -а, не склоняются и не имеют женского рода (искл. Нарва).

## Известные уроженцы
- Поотсманн, Юри — певец, участник Евровидения-2016 от Эстонии.

## Галерея

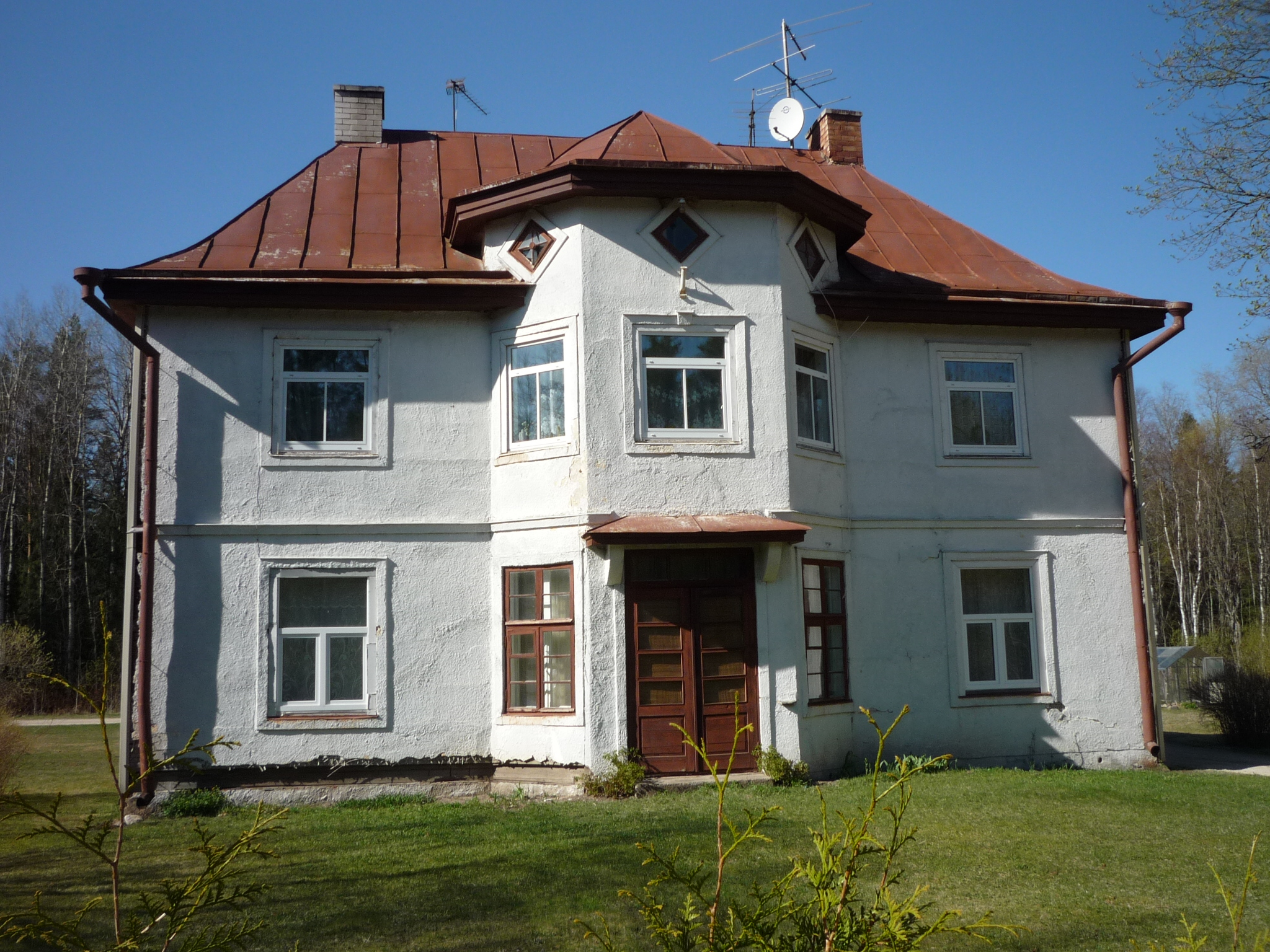
Бывшая железнодорожная станция Райккюла в 2009 году
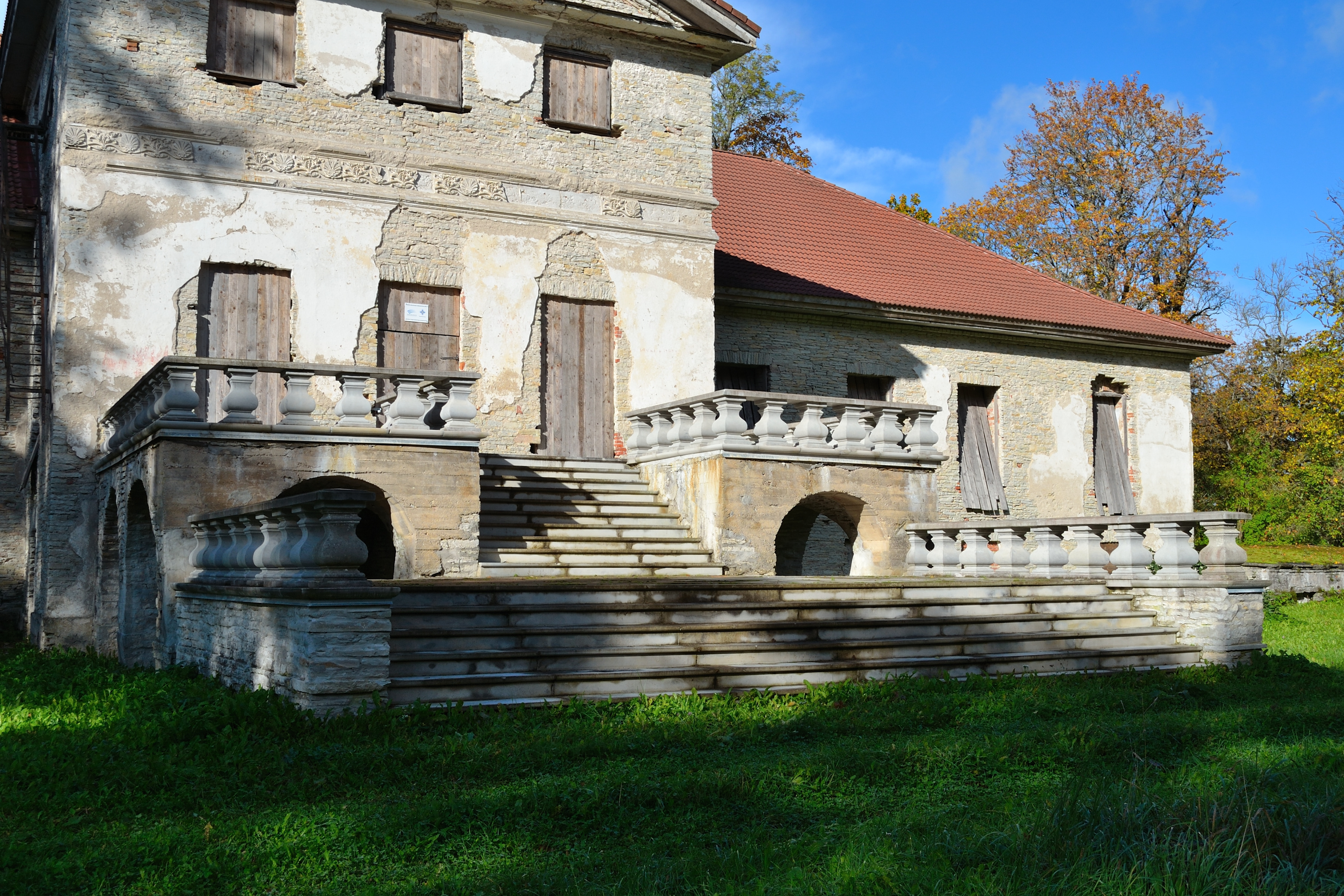
Главное здание мызы Райкюль в 2011 году

## Комментарии
1. ↑  Эстонские топонимы, оканчивающиеся на -а, не склоняются (исключение — Нарва)